# I Dare You (Kelly Clarkson)
I Dare You è un singolo della cantante statunitense Kelly Clarkson, pubblicato il 16 aprile 2020.

## Descrizione
Il brano è stato scritto da Jesse Shatkin, Jeff "Gifty" Gitelman, Natalie Hemby, Laura Veltz e Ben West, ed è stato prodotto dai primi due. Il 3 aprile 2020 la cantante ha annunciato che il singolo sarebbe stato presentato durante la puntata del Kelly Clarkson Show del successivo 16 aprile.
Di I Dare You sono state realizzate cinque versioni in lingue straniere: Appelle ton amour in francese in collaborazione con Zaz, كنتحداك in arabo con Faouzia, Te reto a amar in spagnolo con Blas Cantó, Trau Dich in tedesco con i Glasperlenspiel, e בוא נראה in ebraico con Maya Bouskilla.

## Tracce
1. I Dare You – 3:36
2. I Dare You (Appelle ton amour) (feat. Zaz) – 3:38
3. I Dare You (كنتحداك) (feat. Faouzia) – 3:36
4. I Dare You (Te reto a amar) (feat. Blas Cantó) – 3:36
5. I Dare You (Trau Dich) (feat. i Glasperlenspiel) – 3:36
6. I Dare You (בוא נראה) (feat. Maya Bouskilla) – 3:36

## Classifiche
| Classifica (2020) | Posizione massima |
| ----------------- | ----------------- |
| Belgio (Vallonia) | 76                |
| Canada            | 89                |
| Stati Uniti       | 86                |